# يوهان مارتن ميلر
يوهان مارتن ميلر (بالألمانية: Johann Martin Miller)‏ (3 ديسمبر 1750 في ألمانيا - 21 يونيو 1814، أولم في ألمانيا)؛ كاتب وروائي ألماني.

## روابط خارجية
- يوهان مارتن ميلر على موقع الموسوعة البريطانية (الإنجليزية)
- يوهان مارتن ميلر على موقع ميوزك برينز (الإنجليزية)